# 世代 (映画)
『世代』（原題：Pokolenie）は、1954年制作のポーランド映画。
アンジェイ・ワイダの監督デビュー作品で、『地下水道』、『灰とダイヤモンド』と共に“抵抗三部作”といわれる。

## あらすじ
1942年、ドイツ占領下のポーランド。ワルシャワ郊外で母と暮らす青年スタフは、ドイツ軍の貨物列車から石炭を盗むという仕事を仲間たちとやっていた。
ある日、スタフは反ナチのレジスタンス運動家のドロタという少女と知り合い、運動に参加するのだが、やがて彼らにも、戦争の現実が忍び寄ってくる。

## キャスト
- スタフ：タデウシュ・ウォムニツキ
- ドロタ：ウルシュラ・モドジニスカ
- ヤショ：タデウシュ・ヤンチャル
- セクワ：ヤヌシュ・パルシュキェヴィッチ
- ロマン・ポランスキー
- ズビグニェフ・ツィブルスキ